# Ocyptamus wiedemanni
Ocyptamus wiedemanni är en tvåvingeart som beskrevs av Günther Enderlein 1938. Ocyptamus wiedemanni ingår i släktet Ocyptamus och familjen blomflugor. Inga underarter finns listade i Catalogue of Life.